# Wereldbeker schansspringen 2011/2012
De wereldbeker schansspringen 2011/2012 (officieel: Bauhaus FIS World Cup Ski Jumping presented by Viessmann) ging van start op 27 november 2011 in het Finse Kuusamo en eindigde op 18 maart 2012 in het Sloveense Planica. De FIS organiseert dit seizoen voor het eerst een wereldbekercyclus voor vrouwen.
De Noor Anders Bardal veroverde de algemene wereldbeker, de Sloveen Robert Kranjec legde beslag op de wereldbeker skivliegen en het Oostenrijkse team won het landenklassement. De Amerikaanse Sarah Hendrickson was de beste in het eerste wereldbekerseizoen voor de vrouwen.
Dit schansspringseizoen telde verschillende hoogtepunten, zo waren er de wereldkampioenschappen skivliegen en het Vierschansentoernooi. Ook de FIS Team Tour stond net als vorig seizoen op het programma. De schansspringer die op het einde van het seizoen de meeste punten had verzameld, won de algemene wereldbeker. De wedstrijden op de wereldkampioenschappen skivliegen tellen niet mee voor de algemene wereldbeker.

## Mannen

### Kalender
| Datum                                                                           | Plaats                          | Schans                          | Opmerking                       | Eerste                                                                             | Tweede                                                                          | Derde                                                                     |
| ------------------------------------------------------------------------------- | ------------------------------- | ------------------------------- | ------------------------------- | ---------------------------------------------------------------------------------- | ------------------------------------------------------------------------------- | ------------------------------------------------------------------------- |
| 27/11/2011                                                                      | Kuusamo                         | HS142                           | Team                            | Oostenrijk Wolfgang Loitzl Andreas Kofler Gregor Schlierenzauer Thomas Morgenstern | Japan Junshirō Kobayashi Shohei Tochimoto Taku Takeuchi Daiki Ito               | Rusland Dmitri Vasiljev Anton Kalinitsjenko Roman Trofimov Denis Kornilov |
| 27/11/2011                                                                      | Kuusamo                         | HS142                           |                                 | Andreas Kofler                                                                     | Gregor Schlierenzauer                                                           | Thomas Morgenstern                                                        |
| 03/12/2011                                                                      | Lillehammer                     | HS100                           | Avond                           | Andreas Kofler                                                                     | Richard Freitag                                                                 | Kamil Stoch                                                               |
| 04/12/2011                                                                      | Lillehammer                     | HS138                           |                                 | Andreas Kofler                                                                     | Severin Freund Anders Bardal                                                    | niet uitgereikt                                                           |
| 09/12/2011                                                                      | Harrachov                       | HS142                           | Avond                           | Gregor Schlierenzauer                                                              | Daiki Ito                                                                       | Anders Bardal                                                             |
| 10/12/2011                                                                      | Harrachov                       | HS142                           | Team Avond                      | Noorwegen Tom Hilde Bjørn Einar Romøren Vegard Sklett Anders Bardal                | Oostenrijk Thomas Morgenstern David Zauner Andreas Kofler Gregor Schlierenzauer | Slovenië Jernej Damjan Jure Šinkovec Peter Prevc Robert Kranjec           |
| 11/12/2011                                                                      | Harrachov                       | HS142                           |                                 | Richard Freitag                                                                    | Thomas Morgenstern                                                              | Severin Freund                                                            |
| 17/12/2011                                                                      | Engelberg                       | HS137                           |                                 | Anders Bardal                                                                      | Martin Koch                                                                     | Thomas Morgenstern                                                        |
| 18/12/2011                                                                      | Engelberg                       | HS137                           |                                 | Andreas Kofler                                                                     | Kamil Stoch                                                                     | Anders Bardal                                                             |
| Vierschansentoernooi 2012                                                       |                                 |                                 |                                 |                                                                                    |                                                                                 |                                                                           |
| 30/12/2011                                                                      | Oberstdorf                      | HS137                           | Avond                           | Gregor Schlierenzauer                                                              | Andreas Kofler                                                                  | Thomas Morgenstern                                                        |
| 01/01/2012                                                                      | Garmisch-P.                     | HS140                           |                                 | Gregor Schlierenzauer                                                              | Andreas Kofler                                                                  | Daiki Ito                                                                 |
| 04/01/2012                                                                      | Innsbruck                       | HS130                           |                                 | Andreas Kofler                                                                     | Gregor Schlierenzauer                                                           | Taku Takeuchi                                                             |
| 06/01/2012                                                                      | Bischofshofen                   | HS140                           | Avond                           | Thomas Morgenstern                                                                 | Anders Bardal                                                                   | Gregor Schlierenzauer                                                     |
| Eindstand Vierschansentoernooi:                                                 | Eindstand Vierschansentoernooi: | Eindstand Vierschansentoernooi: | Eindstand Vierschansentoernooi: | Gregor Schlierenzauer                                                              | Thomas Morgenstern                                                              | Andreas Kofler                                                            |
| 15/01/2012                                                                      | Bad Mitterndorf                 | HS200                           | Skivliegen                      | Robert Kranjec                                                                     | Thomas Morgenstern                                                              | Anders Bardal                                                             |
| 15/01/2012                                                                      | Bad Mitterndorf                 | HS200                           | Skivliegen                      | Anders Bardal                                                                      | Daiki Ito                                                                       | Kamil Stoch                                                               |
| 20/01/2012                                                                      | Zakopane                        | HS134                           | Avond                           | Kamil Stoch                                                                        | Richard Freitag                                                                 | Andreas Kofler                                                            |
| 21/01/2012                                                                      | Zakopane                        | HS134                           | Avond                           | Gregor Schlierenzauer                                                              | Richard Freitag                                                                 | Anders Bardal                                                             |
| 28/01/2012                                                                      | Sapporo                         | HS134                           | Avond                           | Daiki Ito                                                                          | Anders Bardal                                                                   | Kamil Stoch                                                               |
| 29/01/2012                                                                      | Sapporo                         | HS134                           |                                 | Daiki Ito                                                                          | Kamil Stoch                                                                     | Andreas Kofler                                                            |
| 04/02/2012                                                                      | Val di Fiemme                   | HS134                           | Avond                           | Gregor Schlierenzauer                                                              | Severin Freund                                                                  | Thomas Morgenstern                                                        |
| 05/02/2012                                                                      | Val di Fiemme                   | HS134                           | Avond                           | Kamil Stoch                                                                        | Gregor Schlierenzauer                                                           | Anders Bardal                                                             |
| FIS Team Tour 2012                                                              |                                 |                                 |                                 |                                                                                    |                                                                                 |                                                                           |
| 11/02/2012                                                                      | Willingen                       | HS145                           | Team Avond                      | Noorwegen Anders Fannemel Rune Velta Vegard Sklett Anders Bardal                   | Oostenrijk Martin Koch Andreas Kofler Thomas Morgenstern Gregor Schlierenzauer  | Duitsland Maximilian Mechler Andreas Wank Severin Freund Richard Freitag  |
| 12/02/2012                                                                      | Willingen                       | HS145                           |                                 | Anders Bardal                                                                      | Roman Koudelka                                                                  | Daiki Ito                                                                 |
| 16/02/2012                                                                      | Klingenthal                     | HS140                           | Avond                           | Afgelast                                                                           | Afgelast                                                                        | Afgelast                                                                  |
| 18/02/2012                                                                      | Oberstdorf                      | HS213                           | Skivliegen Avond                | Martin Koch                                                                        | Daiki Ito                                                                       | Simon Ammann                                                              |
| 19/02/2012                                                                      | Oberstdorf                      | HS213                           | Skivliegen Team                 | Slovenië Jurij Tepeš Jure Šinkovec Peter Prevc Robert Kranjec                      | Oostenrijk Thomas Morgenstern Martin Koch Andreas Kofler Gregor Schlierenzauer  | Noorwegen Anders Fannemel Rune Velta Tom Hilde Anders Bardal              |
| Eindstand FIS Team Tour:                                                        | Eindstand FIS Team Tour:        | Eindstand FIS Team Tour:        | Eindstand FIS Team Tour:        | Oostenrijk                                                                         | Slovenië                                                                        | Noorwegen                                                                 |
|                                                                                 |                                 |                                 |                                 |                                                                                    |                                                                                 |                                                                           |
| 24 tot en met 26 februari - Wereldkampioenschappen skivliegen 2012 in Vikersund |                                 |                                 |                                 |                                                                                    |                                                                                 |                                                                           |
|                                                                                 |                                 |                                 |                                 |                                                                                    |                                                                                 |                                                                           |
| 03/03/2012                                                                      | Lahti                           | HS130                           | Team Avond                      | Oostenrijk Thomas Morgenstern Gregor Schlierenzauer Martin Koch Andreas Kofler     | Duitsland Andreas Wank Maximilian Mechler Severin Freund Richard Freitag        | Polen Maciej Kot Klemens Muranka Aleksander Zniszczol Kamil Stoch         |
| 04/03/2012                                                                      | Lahti                           | HS130                           |                                 | Daiki Ito                                                                          | Anders Bardal                                                                   | Lukáš Hlava                                                               |
| 08/03/2012                                                                      | Trondheim                       | HS140                           |                                 | Daiki Ito                                                                          | Richard Freitag                                                                 | Simon Ammann                                                              |
| 11/03/2012                                                                      | Oslo                            | HS134                           |                                 | Martin Koch                                                                        | Severin Freund                                                                  | Robert Kranjec                                                            |
| 16/03/2012                                                                      | Planica                         | HS215                           | Skivliegen                      | Robert Kranjec                                                                     | Simon Ammann                                                                    | Martin Koch                                                               |
| 17/03/2012                                                                      | Planica                         | HS215                           | Skivliegen Team                 | Oostenrijk Thomas Morgenstern Andreas Kofler Gregor Schlierenzauer Martin Koch     | Noorwegen Rune Velta Anders Fannemel Bjørn Einar Romøren Anders Bardal          | Duitsland Maximilian Mechler Severin Freund Andreas Wank Richard Freitag  |
| 18/03/2012                                                                      | Planica                         | HS215                           | Skivliegen                      | Martin Koch                                                                        | Simon Ammann                                                                    | Robert Kranjec                                                            |

### Eindklassementen
| Wereldbeker algemeen | Wereldbeker algemeen  | Wereldbeker algemeen | Wereldbeker algemeen |
| #                    | Naam                  | Land                 | Punten               |
| -------------------- | --------------------- | -------------------- | -------------------- |
| 1                    | Anders Bardal         | NOR                  | 1325                 |
| 2                    | Gregor Schlierenzauer | AUT                  | 1267                 |
| 3                    | Andreas Kofler        | AUT                  | 1203                 |
| 4                    | Daiki Ito             | JPN                  | 1131                 |
| 5                    | Kamil Stoch           | POL                  | 1078                 |
| 6                    | Richard Freitag       | GER                  | 1031                 |
| 7                    | Thomas Morgenstern    | AUT                  | 1014                 |
| 8                    | Severin Freund        | GER                  | 857                  |
| 9                    | Robert Kranjec        | SLO                  | 829                  |
| 10                   | Roman Koudelka        | CZE                  | 796                  |

| Wereldbeker skivliegen | Wereldbeker skivliegen | Wereldbeker skivliegen | Wereldbeker skivliegen |
| #                      | Naam                   | Land                   | Punten                 |
| ---------------------- | ---------------------- | ---------------------- | ---------------------- |
| 1                      | Robert Kranjec         | SLO                    | 355                    |
| 2                      | Martin Koch            | AUT                    | 302                    |
| 3                      | Simon Ammann           | SUI                    | 278                    |
| 4                      | Daiki Ito              | JPN                    | 275                    |
| 5                      | Anders Bardal          | NOR                    | 212                    |
| 6                      | Kamil Stoch            | POL                    | 193                    |
| 7                      | Thomas Morgenstern     | AUT                    | 178                    |
| 8                      | Gregor Schlierenzauer  | AUT                    | 168                    |
| 9                      | Severin Freund         | GER                    | 153                    |
| 10                     | Roman Koudelka         | CZE                    | 124                    |

## Vrouwen

### Kalender
| Datum      | Plaats        | Schans | Opmerking | Eerste             | Tweede            | Derde                      |
| ---------- | ------------- | ------ | --------- | ------------------ | ----------------- | -------------------------- |
| 03/12/2011 | Lillehammer   | HS100  |           | Sarah Hendrickson  | Coline Mattel     | Melanie Faißt              |
| 07/01/2012 | Hinterzarten  | HS108  |           | Sabrina Windmüller | Lindsey Van       | Lisa Demetz                |
| 08/01/2012 | Hinterzarten  | HS108  |           | Sarah Hendrickson  | Sara Takanashi    | Jessica Jerome             |
| 14/01/2012 | Val di Fiemme | HS106  |           | Sarah Hendrickson  | Daniela Iraschko  | Anette Sagen               |
| 15/01/2012 | Val di Fiemme | HS106  |           | Sarah Hendrickson  | Daniela Iraschko  | Ulrike Gräßler             |
| 28/01/2012 | Szczyrk       | HS106  |           | Afgelast           | Afgelast          | Afgelast                   |
| 29/01/2012 | Szczyrk       | HS106  |           | Afgelast           | Afgelast          | Afgelast                   |
| 04/02/2012 | Hinzenbach    | HS94   |           | Daniela Iraschko   | Sarah Hendrickson | Katja Pozun                |
| 05/02/2012 | Hinzenbach    | HS94   |           | Daniela Iraschko   | Sarah Hendrickson | Lindsey Van                |
| 11/02/2012 | Ljubno        | HS95   |           | Sarah Hendrickson  | Sara Takanashi    | Daniela Iraschko           |
| 12/02/2012 | Ljubno        | HS95   |           | Sarah Hendrickson  | Sara Takanashi    | Jacqueline Seifriedsberger |
| 03/03/2012 | Yamagata      | HS100  |           | Sarah Hendrickson  | Sara Takanashi    | Daniela Iraschko           |
| 03/03/2012 | Yamagata      | HS100  | [ 6 ]     | Sara Takanashi     | Sarah Hendrickson | Ulrike Gräßler             |
| 04/03/2012 | Yamagata      | HS100  |           | Sarah Hendrickson  | Sara Takanashi    | Daniela Iraschko           |
| 09/03/2012 | Oslo          | HS106  |           | Sarah Hendrickson  | Sara Takanashi    | Anette Sagen               |

### Eindklassement
| #  | Atleet            | Land | Punten |
| -- | ----------------- | ---- | ------ |
| 1  | Sarah Hendrickson | USA  | 1169   |
| 2  | Daniela Iraschko  | AUT  | 779    |
| 3  | Sara Takanashi    | JPN  | 639    |
| 4  | Ulrike Gräßler    | GER  | 546    |
| 5  | Lindsey Van       | USA  | 482    |
| 6  | Anette Sagen      | NOR  | 454    |
| 7  | Katja Pozun       | SLO  | 422    |
| 8  | Melanie Faißt     | GER  | 409    |
| 9  | Jessica Jerome    | USA  | 395    |
| 10 | Coline Mattel     | FRA  | 328    |

## Organisatie
De organisatie (Austria Ski Nordic Veranstaltungsgesellschaft m.b.H.) van de wereldbeker skivliegen van 12.01.2012 t/m 15.01.2012 in Bad Mitterndorf ontving een subsidie van € 105.000 van de deelstaat Stiermarken.